# Marion d'Amburgo
Marion d'Amburgo, pseudonimo di Loriana Nappini, (Lucignano, 19 febbraio 1952) è un'attrice teatrale e costumista italiana.
Icona della neo-avanguardia teatrale italiana, il suo nome è legato alla bravura d'interprete e alla vocalità potente e inconfondibile.

## Biografia
Raggiunta la maggiore età, si trasferisce a Firenze dove avviene la sua formazione artistica. Insieme con altri fonda negli anni ‘70 la compagnia Carrozzone, che nel 1980 vince il Premio Ubu come miglior compagnia sperimentale italiana, poi Magazzini Criminali ora Magazzini, di cui è anche la principale interprete degli spettacoli storici, come Crollo Nervoso (1980), Genet a Tangeri (1984), Ritratto dell'attore da giovane (1985).
Ha collaborato con artisti quali Alighiero Boetti, Mario Schifano, Rainer Werner Fassbinder, Alessandro Mendini, Azio Corghi, Jon Hassel, Giancarlo Cardini, Roberto Fabriciani.
Cura da anni per l'Estate fiorentina un progetto di reading su grandi testi della letteratura classica. Si è impegnata nella valorizzazione della drammaturgia contemporanea lavorando su autori come Samuel Beckett, Heiner Muller, Bertold Brecht, Franco Scaldati, Thomas Bernhard.

## Teatro

### Attrice
- Giorni felici di Samuel Beckett, regia di Giancarlo Cauteruccio (compagnia Krypton, 1995)
- Don Perlimplin, musiche di Bruno Maderna, regia di Francesco Torregiani, Biennale Musica di Venezia (2002)
- Antigone di Bertold Brecht, regia di Federico Tiezzi (2004)
- Gli uccelli di Aristofane, regia di Federico Tiezzi (2005)
- I giganti della montagna di Luigi Pirandello, regia di Federico Tiezzi  (2007)
- La Pelle di Curzio Malaparte, regia di Marco Baliani (2008)
- La madre di Bertold Brecht, regia di Federico Tiezzi  (2008/2009)
- Giulietta e Romeo di William Shakespeare, regia di Federico Tiezzi (2009)
- Il Riformatore del mondo di Thomas Bernhard, regia di G. Scandella (2009).